# Fallugia paradoxa
Fallugia paradoxa är en rosväxtart som först beskrevs av David Don, och fick sitt nu gällande namn av Stephan Ladislaus Endlicher. Fallugia paradoxa ingår i släktet Fallugia och familjen rosväxter. Inga underarter finns listade i Catalogue of Life.

## Bildgalleri

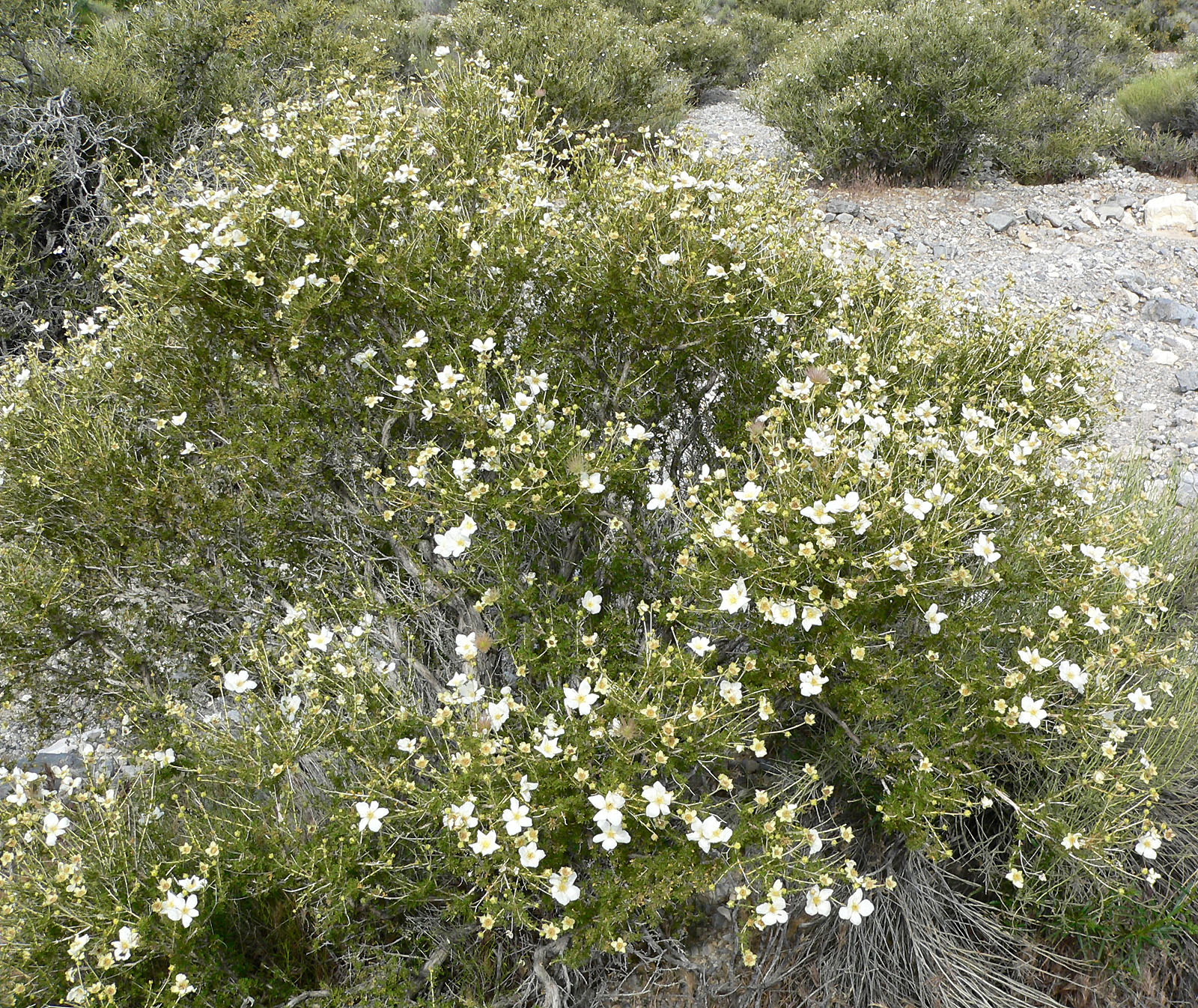
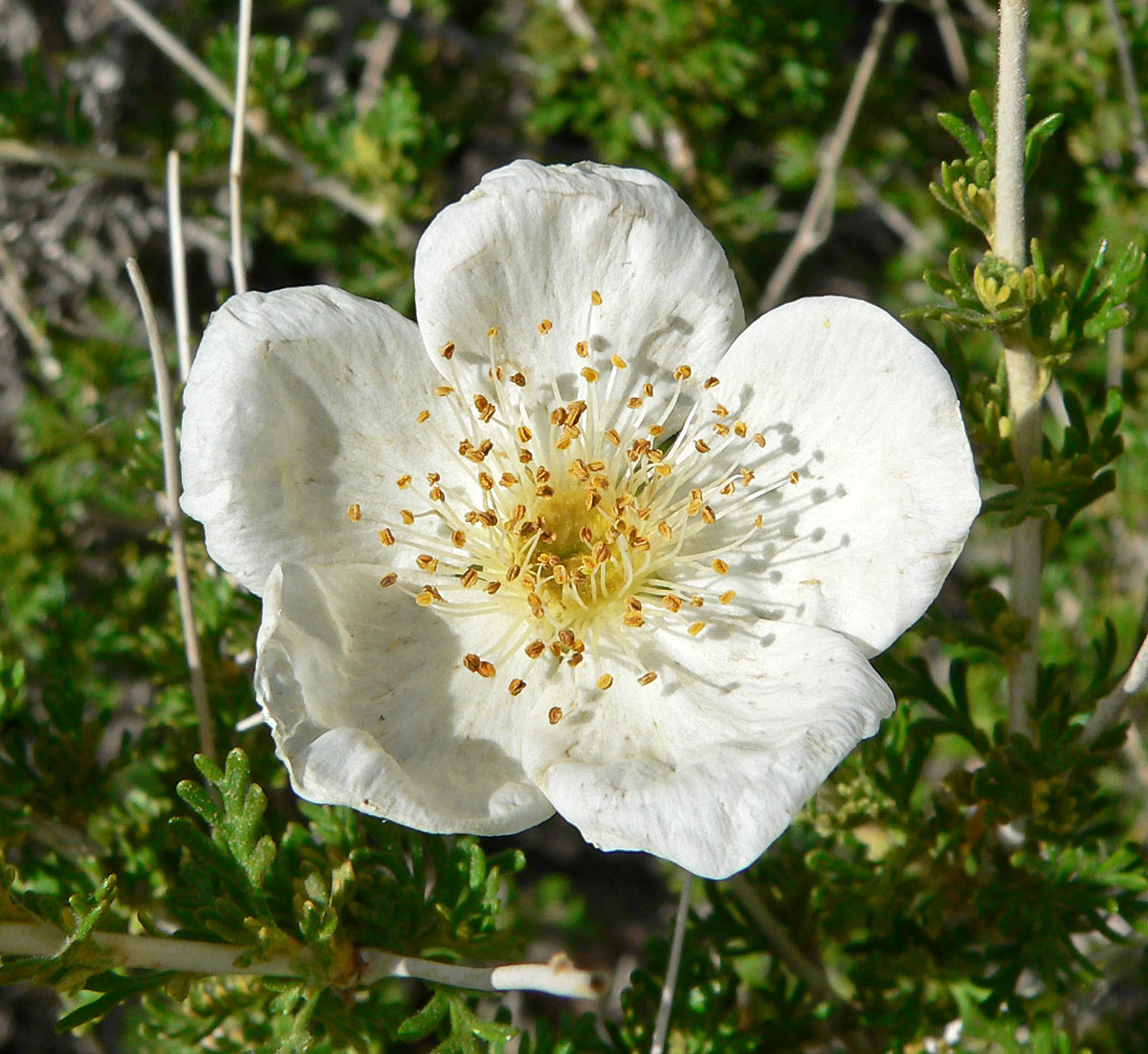
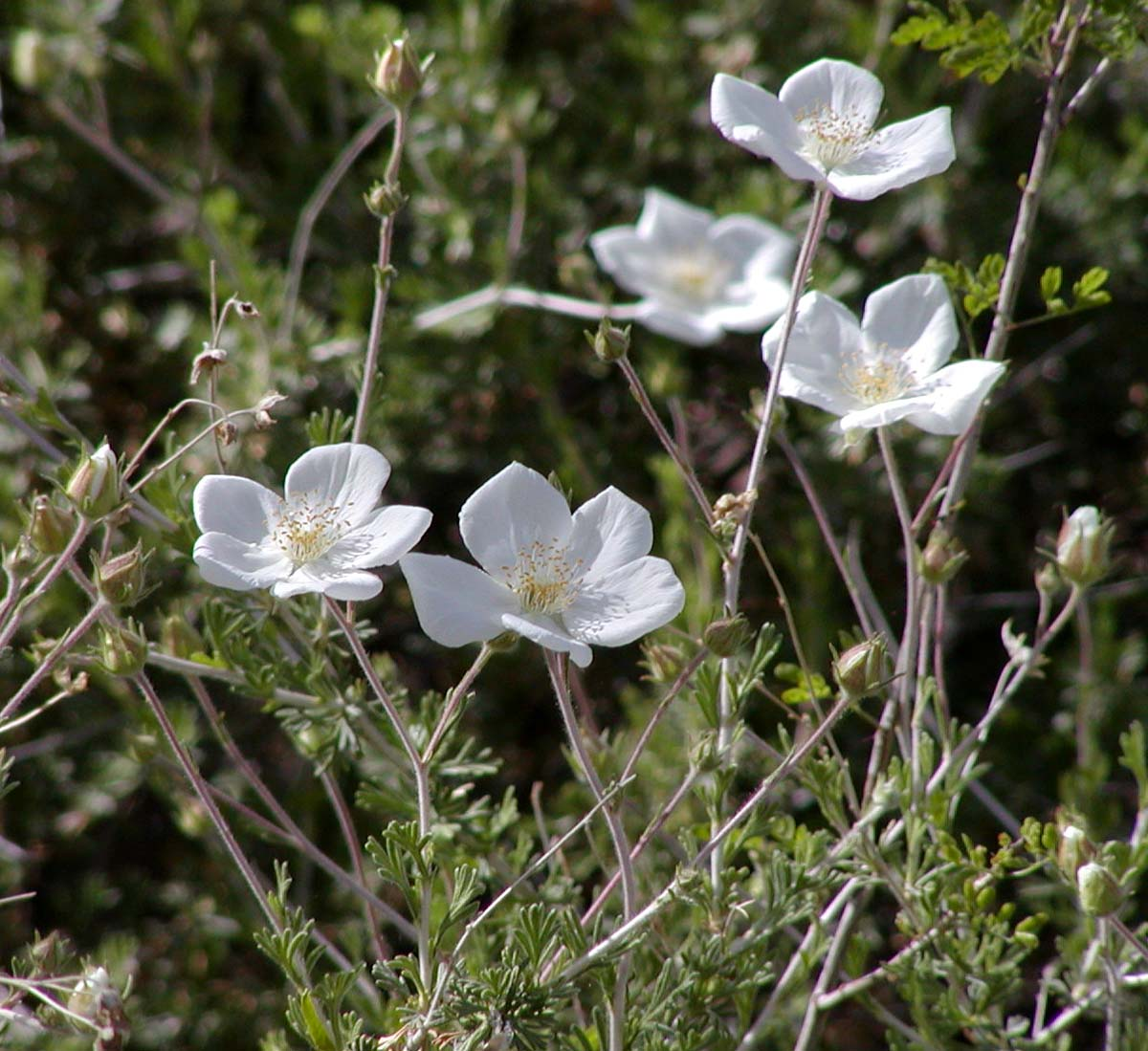
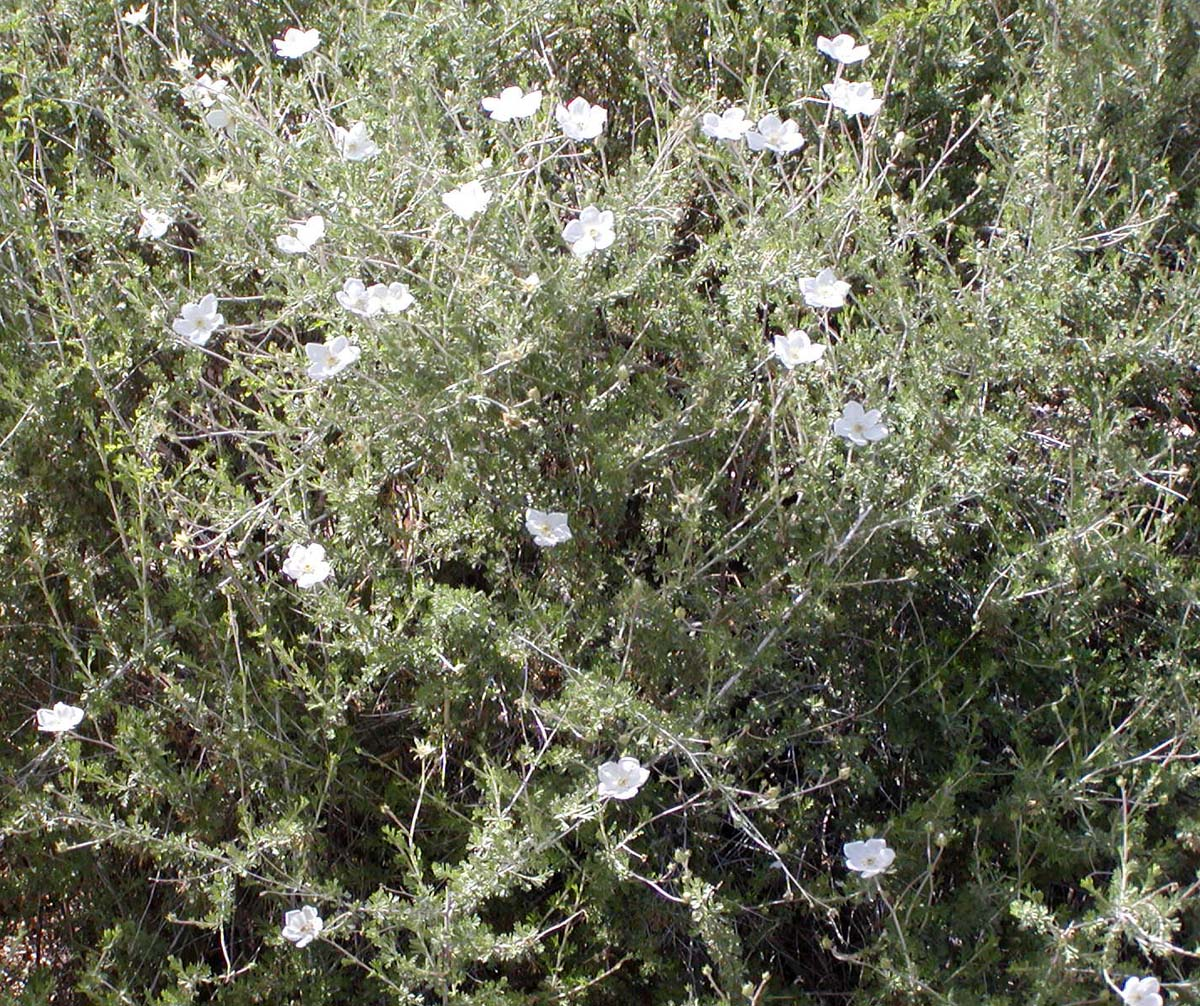
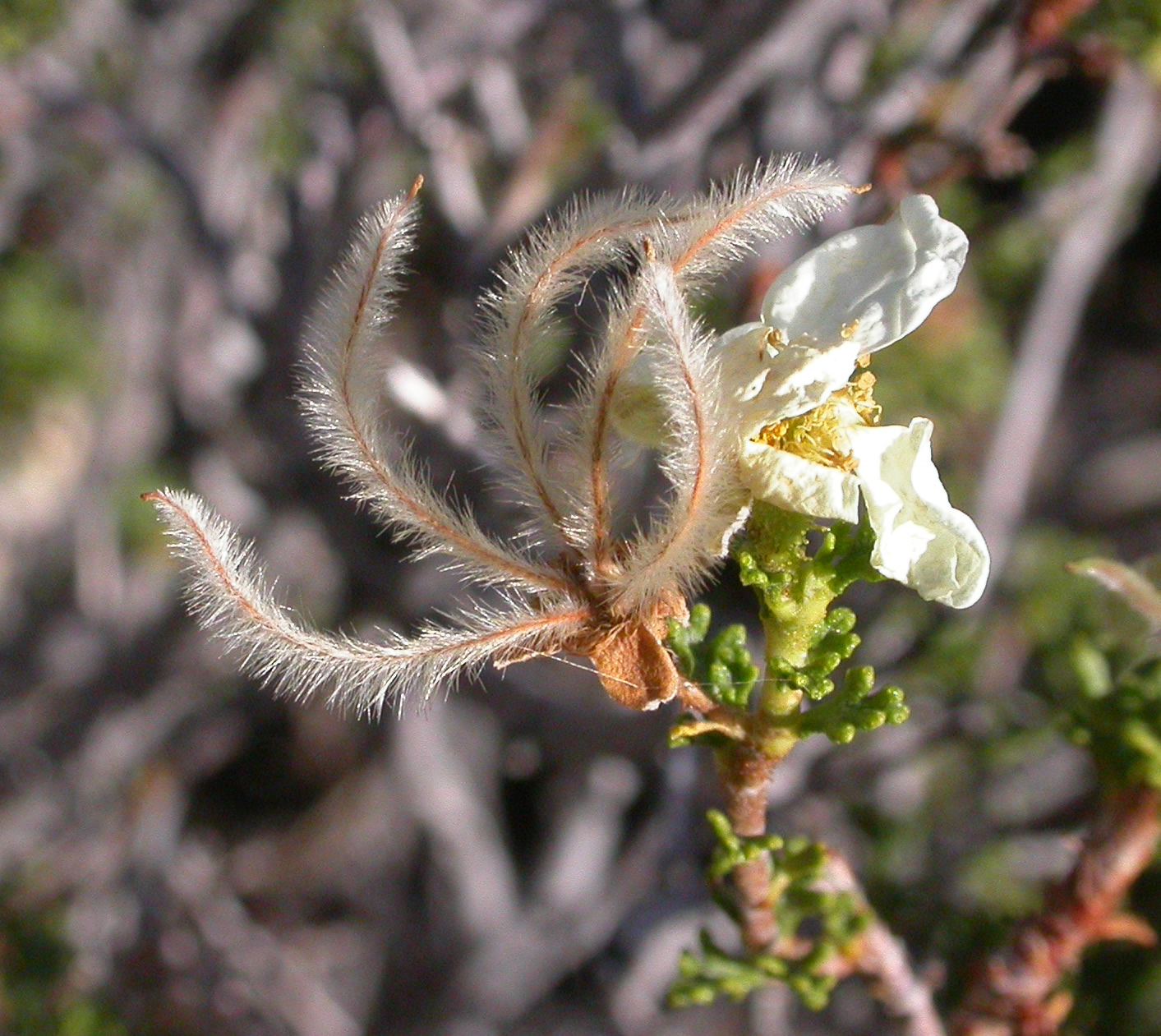
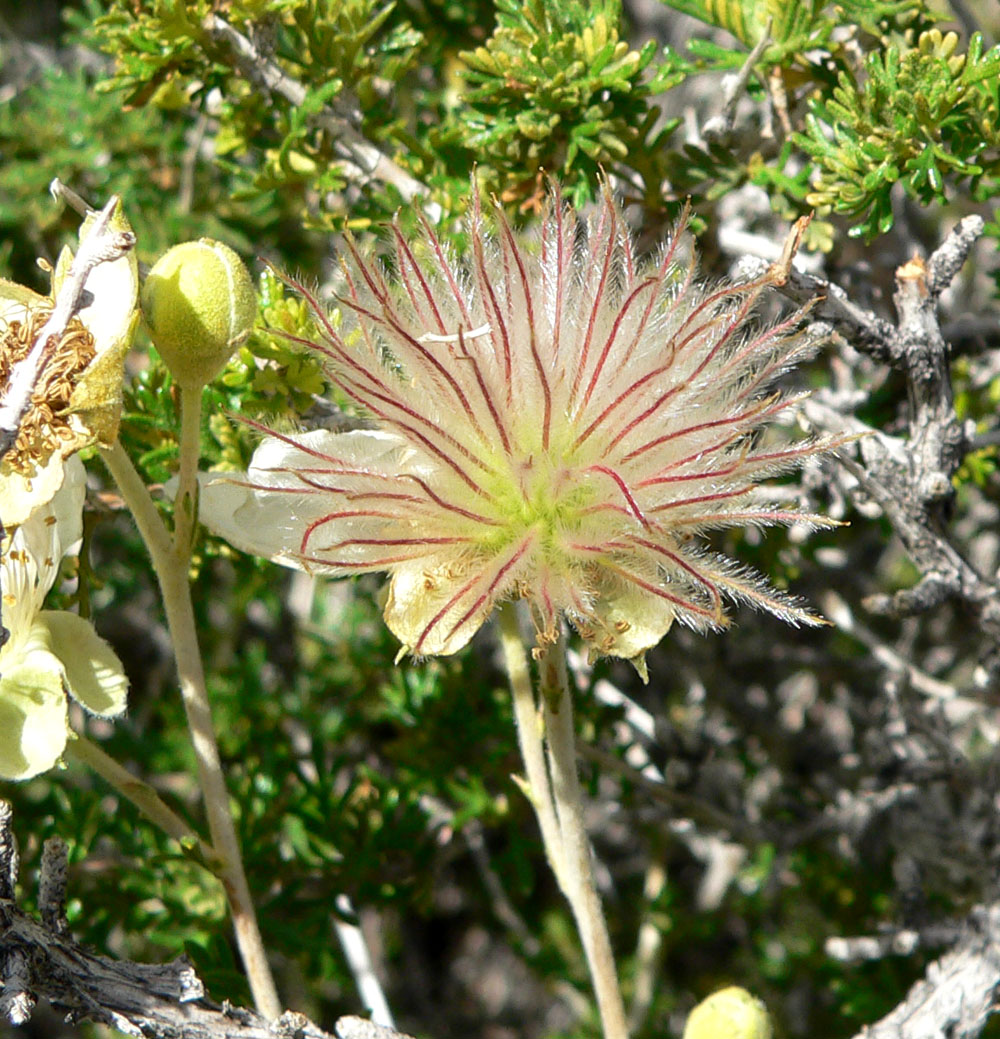